# Caprarica di Lecce
Caprarica di Lecce község (comune) Olaszország Puglia régiójában, Lecce megyében.

## Fekvése
A Salentói-félsziget déli részén fekszik, Leccétől délkeletre.

## Története
A település első említése a 11. századból származik, amikor a Leccei Grófság része volt. A következő századokban hűbérbirtok volt. 1806-ban vált önállóvá, amikor a Nápolyi Királyságban felszámolták a feudalizmust.

## Népessége
A lakosság számának alakulása:

## Főbb látnivalói
- Palazzo Baronale (17-18. század)
- Madonna del Carmine-templom (17. század)